# عبدالرحمن یوسف
عبدالرحمن یوسف (انگلیسی: Abdurahman Yousef؛ زادهٔ ۲۸ اوت ۱۹۹۳) بازیکن فوتبال اهل امارات متحده عربی است.
وی همچنین در تیم ملی فوتبال UAE U23 بازی کرده‌است.